# Garzey’s Wing
Tales of Byston Well: Garzey's Wing (яп. バイストン・ウェル物語 ガーゼィの翼 Байcутон Вэру Моногатари: Га:дзэй но Цубаса) — трехсерийный анимационный сериал режиссёра Ёсиюки Томино, вышедший сразу на видео. Является одним из спин-оффов Seisenshi Dunbine и разворачивается в том же мире.

## Сюжет
Главный герой Кристофер Тиаки — студент-ронин, готовящийся к поступлению в колледж. Неожиданно он попадает в параллельный мир Бустон Велл. Там он оказывается прямо в середине битвы и вынужден сражаться за свою жизнь. Крис обнаруживает у себя загадочную силу под названием «Крыло Гарзея» (англ. Garzey's Wing), позволяющую вызывать на ногах крылья света, с помощью которых он может быстро перемещаться и летать. Окружающие быстро называют его «Святым воином» и сообщают, что ему предначертано освободить рабов от тирании местного правителя.
Благодаря волшебным колокольчикам Крис может общаться между своими версиями в обоих мирах. Каждая из версий действует самостоятельно, но раны и синяки, полученные в Бустон Велле оказываются и на теле его двойника в реальном мире. Реальный Крис, услышав всю историю от своей версии в параллельном мире, советует своей версии занятия для укрепления ци.
В новом мире Криса привлекают к борьбе с рабовладельцами. Он помогает организовать побег рабов, одновременно пытаясь разобраться в собственной ситуации, что заканчивается грандиозным сражением. Половинки Криса так и остаются в двух мирах. В то же время реальный Крис пробуждает в себе силу крыла Гарзея.

## Персонажи
- Кристофер Тиаки (яп. 千秋 クリストファ Тиаки Курисутофа) — главный герой истории, студент-ронин. Наполовину японец. Волею судьбы часть его души оказывается перенесена в другой мир, так что он продолжает существовать в двух мирах и может общаться сам с собой. Любые ссадины и раны, полученные им в одном мире, сразу же появляются и у его версии в другом.

Сэйю: Тэцуя Иванага
- Румико Накато (яп. 中巨 留美子 Накато Румико) — близкая подруга Кристофера в реальном мире, поддерживающая его во время всех событий.

Сэйю: Дзюнко Ивао
- Фалан Фа (яп. ファラン・ファ Фаран Фа) — небольшая фея, к чьему народу жители Бустон Велла относятся негативно и с предубеждением. Она сопровождает Криса в параллельном мире и помогает ему сориентироваться в сложившихся ситуациях.

Сэйю: Мая Окамото
- Король Фанган — тиран из мира Бустон Велл. Узнав про силы дерева Барадзю, он позволяет рабам сбежать, надеясь, что они приведут его к нему.

Сэйю: Сэйдзо Като
- Хассан — жрица, призвавшая Криса в мир Бустон Велл при помощи восьми колокольчиков.

Сэйю: Ая Хисакава
- Лилинс — воительница, занявшая позицию лидера во время побега.

Сэйю: Юми Тома

## Музыка
Завершающая композиция серий называется WINGS OF MY HEART. Исполнена Magesty. Слова и музыка: Сиро Сагису

## Отзывы и критика
Фильм вышел неудачным и считается одной из худших работ режиссёра Ёсиюки Томино. В то же время его часто относят к тем произведениям, что «настолько плохи, что даже хороши» Раскрытие сюжета опирается на диалоги между персонажами вместо последовательного повествования, что практически лишает аниме связного сюжета. В то же время диалоги можно сравнить с дадаистической поэзией по тому, как бессвязны следующие друг за другом реплики. Порядка десяти лет позже подобное повторится и со следующей работой режиссёра в этой же вселенной Wings of Rean.
Бюджет фильма был приличным для своего времени и анимация выполнена на уровне для середины 1990-х. И дизайн персонажей, и прорисовка фонов большую часть времени выполнены хорошо. В то же время анимация ужасна и сравнима по уровню с Crying Freeman.
Дубляж OVA на английский язык прославился как одна из худших работ по переводу аниме как из-за самого перевода, так из-за игры актёров. Для озвучивания привлекались неизвестные актеры, которые заметно спотыкались о длинные японские имена, заметно не имевшие никакого смысла для них. Дубляж создает впечатление выполненного в спешке и почти без режиссерского контроля.